# Zvučni zid
Zvučni zid je aerodinamička pojava koja nastaje pri dosezanju brzine zvuka neke letjelice ili drugoga objekta. Premda se zrak pri malim brzinama strujanja smatra nestišljivim fluidom, pri većim brzinama postaje stišljiv. Tako zrakoplov u letu stvara poremećaj tlaka okolnoga zraka, koji se pri manjim brzinama strujanja nalazi neznatno ispred zrakoplova. Kada zrakoplov dosegne brzinu zvuka (ovisno o temperaturi, od 1 152 do 1 224 km/h), stvara se poremećaj tlaka neposredno pred zrakoplovom, otpor sredstva znatno poraste, pa nastaju udarni valovi, koje promatrači na tlu doživljavaju kao prasak (takozvano probijanje zvučnoga zida). Razvojem zrakoplovâ vršne su se brzine približavale brzini zvuka, pa je postao očit razoran utjecaj udarnih valova, jer su neki zrakoplovi bili znatno oštećeni pri letu u tom području brzina. Zbog toga se dugo vjerovalo da zrakoplov ne može nadmašiti brzinu zvuka. Ipak su nakon Drugog svjetskog rata američki inženjeri, primjenjujući rezultate njemačkih istraživanja, konstruirali raketni zrakoplov X-1, kojim je 1947. pilot Chuck Yeager prvi probio zvučni zid, a poslije su i neki putnički zrakoplovi (na primjer francuski Concorde te ruski Tupoljev Tu-144) letjeli brzinom većom od brzine zvuka. Iz tog razloga kod današnjih zrakoplova brzina se izražava Machovim brojem. Machov broj je omjer između brzine zrakoplova i brzine zvuka. Tako na primjer zrakoplov ima Machov broj 1 ako može postići brzinu zvuka, a Machov broj 2 ako može postići dvaput veću brzinu od brzine zvuka. Prasak koji promatrači čuju kada u ǌihovoj blizini prođe zrakoplov ili drugo vozilo nije povezan s tim trenukom, već se prasak čuje i kada vozilo odnosno zrakoplov putuje bilo kojom većom brzinom od brzine zvuka.

## Objašnjenje
Zvuk ustvari predstavlja slijedno zgušnjavanje i prorjeđivanje medija - u ovom slučaju zraka. Brzina prostiranja zvuka je različita ovisno od medija, a za zrak se uzima da iznosi 341 m/s ili 1227,6 km/h u uvjetima međunarodne standardne atmosfere. Zrakoplov tijekom kretanja kroz zrak izaziva poremećaje kontinuiteta zraka to jest formira zračne valove slično onome što čini brod kada plovi. Dolazi do promjene tlaka zraka to jest do titranja čestica zraka u pravcu širenja vala, a brzina poremećaja jednaka je brzini zvuka.
S povećanjem brzine leta zrakoplova povećava se amplituda zvučnih valova to jest dolazi do povećanja tlaka zraka na isturenim dijelovima zrakoplova. Što je zrakoplov bliži brzini zvuka to se poremećaj tlaka zraka približava zrakoplovu tako da se ne stigne proširiti ispred i obavijestiti čestice zraka o nailasku poremećaja. Molekule neobaviještenog zraka nalijeću na aeroprofil zrakoplova slijedeći njegov oblik što ima za posljedicu povećanje tlaka, gustoće i temperature zraka u vrlo kratkom vremenskom razdoblju. Prilikom prelaska na nadzvučnu brzinu leta zrak na pojedinim dijelovima zrakoplova, obično kabina pilota i spoj krila i trupa, stvara zračne valove koji putuju ispred zrakoplova to jest točke probijanja brzine zvuka. Ispred zrakoplova se formira prepreka sastavljena od valova malog poremećaja koju nazivamo zvučnim zidom.U trenutku prelaska brzine zvuka dešava se skokovita i vremenski kratka promjena parametara zraka te poremećaj zraka prelazi iza zrakoplova. Tijekom leta nadzvučnim brzinama zrakoplov neprekidno oblikuje zvučne valove koji se šire duž njegove putanje. Slikovito rečeno to izgleda slično situaciji kada iz automobila u pokretu ispuštamo predmete koji nastavljaju padati ka tlu. Gledano iz pilotske kabine zvučni zid se kreće iza zrakoplova i simetrično se širi u zračnom prostoru (Mahov konus). Međutim, kada pilot izvodi zrakoplovom manevar, oštri zaokret ili naglo popinjanje, zvučni zid će putovati ka tlu ispred zrakoplova.
Zvuk koji možemo čuti na tlu (često u govoru također nazivan probijanje zvučnog zida) to jest iznenadni prasak (pucanj) zračnih valova koji su nastali na dijelovima zrakoplova prilikom prelaska na nadzvučne brzine. U stvari možemo čuti dva praska: prvi je u trenutku prelaska s podzvučne na nadzvučnu brzinu, a drugi prilikom povratka s nadzvučne na podzvučnu brzinu. Promjena tlaka zraka prouzročena zvučnim zidom je zanemarljive veličine što je otprilike jednako tlaku koji bi iskusili ako bi nas lift spustio za dva ili tri kata brže nego obično. Upravo promjena magnitude vršnog tlaka opisuje pojam zvučnog zida.
Postoje dva tipa praska (buke) koju možemo čuti, N-zvučni valovi i U-zvučni valovi. Zvučni valovi N-tipa se stvaraju u stabilnim uvjetima leta kada zračni val ima oblik sličan onome koje ima slovo N. U takvoj vrsti valova najveći vršni nadtlak je na prednjoj strani da bi se smanjivao ka krajevima i postepeno prešao u normalno područje tlaka zraka. Valovi U-oblika nastaju u manevrima zrakoplova i imaju oblik slova U pri čemu je veličina vršnog nadtlaka zraka veća u usporedbi s N-valovima. Borbeni piloti moraju u miru uvježbavati letenje nadzvučnim brzinama kako bi u ratu bili uspješni. Moguće posljedice zvučnog udara su vrtoglavica, slaboća i nesvjestica.

## Vanjske poveznice
|  | Zajednički poslužitelj ima još gradiva o temi Zvučni zid |